# Supersport United FC
SuperSport United Football Club – południowoafrykański klub piłkarski grający obecnie w Premier Soccer League, mający siedzibę w mieście Pretoria.

## Historia
Klub został założony w 1994 jako następca zespołu Pretoria City, który został wykupiony przez jedną z telewizji, M-Net. W 1996 roku przystąpił do rozgrywek Premier Soccer League, a swój pierwszy sukces w nich osiągnął w 2002 roku, gdy został wicemistrzem Republiki Południowej Afryki. W 2003 roku powtórzył to osiągnięcie. Z kolei w 2008 roku po raz pierwszy w swojej historii wywalczył mistrzostwo kraju, a w 2009 roku obronił tytuł mistrzowski. W 1999 roku Supersport United zwyciężył w Bob Save Super Bowl, w 2004 – w SAA Supa 8, a w 2005 – w ABSA Cup.

## Sukcesy
- Premier Soccer League
  - mistrzostwo (2): 2008, 2009.
  - wicemistrzostwo (2): 2002, 2003.

- ABSA Cup
  - zwycięstwo (1): 2005.

- SAA Supa 8
  - zwycięstwo (1): 2004.

- Bob Save Super Bowl
  - zwycięstwo (1): 1999.

- Sparletta Cup
  - zwycięstwo (1): 1995.

- Second Division
  - mistrzostwo (1): 1995.

## Historia występów w Premier Soccer League
- 2020/2021 – 5. miejsce
- 2019/2020 – 5. miejsce
- 2018/2019 – 6. miejsce
- 2017/2018 – 7. miejsce
- 2016/2017 – 5. miejsce
- 2015/2016 – 8. miejsce
- 2014/2015 – 6. miejsce
- 2013/2014 – 5. miejsce
- 2012/2013 – 6. miejsce
- 2011/2012 – 3. miejsce
- 2009/2010 – 7. miejsce
- 2008/2009 – 1. miejsce
- 2007/2008 – 1. miejsce
- 2006/2007 – 6. miejsce
- 2005/2006 – 7. miejsce
- 2004/2005 – 4. miejsce
- 2003/2004 – 3. miejsce
- 2002/2003 – 2. miejsce
- 2001/2002 – 2. miejsce
- 2000/2001 – 8. miejsce
- 1999/2000 – 10. miejsce
- 1998/1999 – 8. miejsce
- 1997/1998 – 14. miejsce
- 1996/1997 – 9. miejsce